# 4916 Brumberg
4916 Brumberg eller 1970 PS är en asteroid i huvudbältet som upptäcktes den 10 augusti 1970 av Krims astrofysiska observatorium på Krim. Den har fått sitt namn efter den ryske fysikern Viktor Brumberg.
Asteroiden har en diameter på ungefär sexton kilometer och tillhör asteroidgruppen Eos.